# Grade histologique

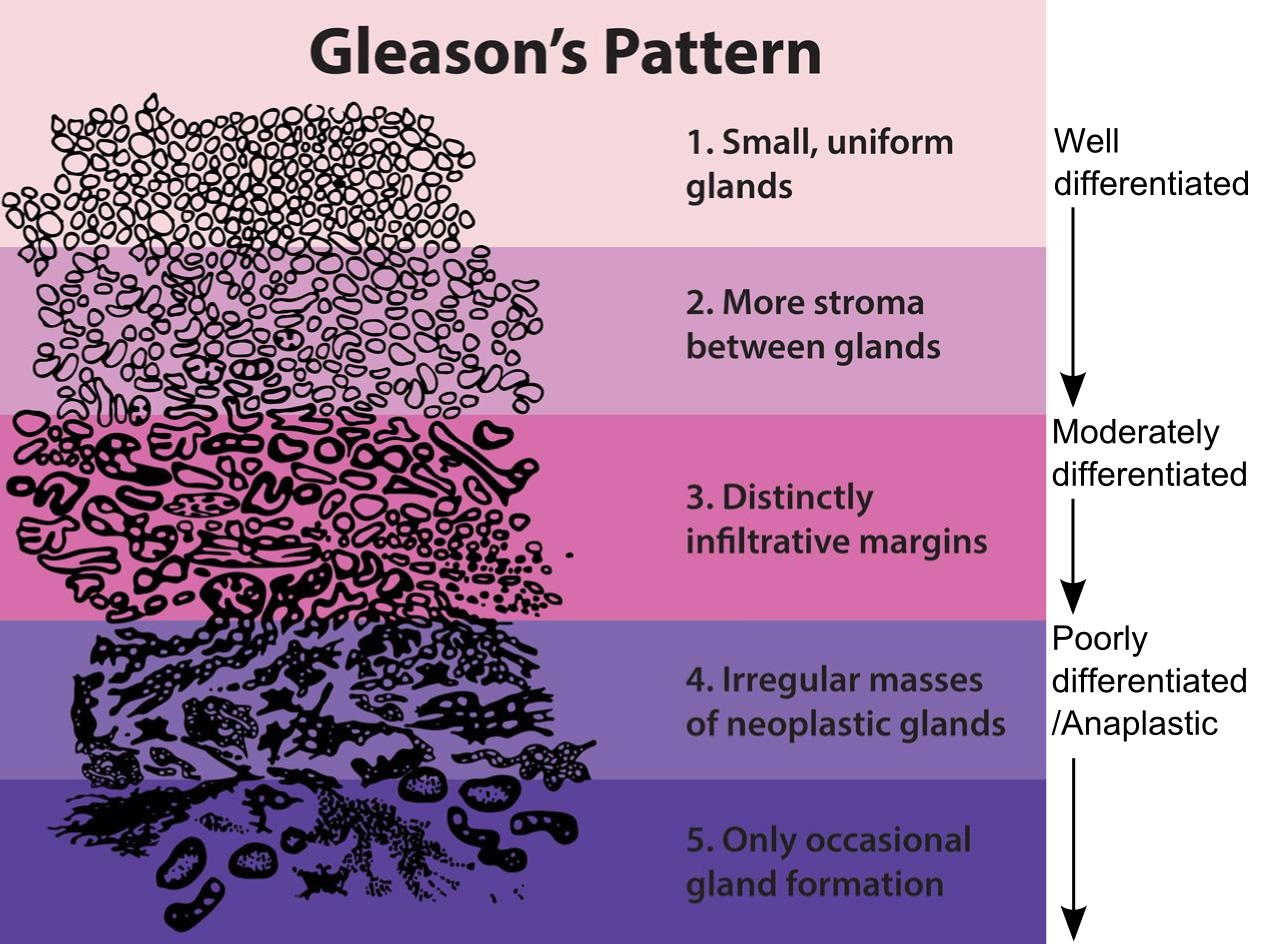
Grades de Gleason

En pathologie et en cancérologie, le grade histologique est une mesure du progrès d'une tumeur.
Le grade histopronostique tente de quantifier le degré de malignité de la tumeur. Il établit un score en fonction du degré d'anomalies nucléaires et cytoplasmiques (anomalies cytonucléaires), de la différenciation cellulaire, du nombre de mitoses. Le caractère du stroma tumoral, l'existence d'invasions vasculaires ou d'invasion périneurale, de zones de nécrose tumorale, ont également leur importance. 
Ces critères morphologiques sont différents pour chaque type tumoral. Par convention, le grade est noté en chiffres arabes (1, 2, 3, 4) (et le stade tumoral en chiffres romains (I, II, III, IV).

## Types de gradation
Les différents systèmes de gradation correspondent à différentes tumeurs. Néanmoins, ces grades sont avant tout des conventions.

### Pour les sarcomes
Ce système possède 4 grades.
- G1 sarcome bien différencié (bas grade)
- G2 sarcome moyennement différencié (grade intermédiaire)
- G3 sarcome peu différencié (haut grade)
- G4 sarcome indifférencié (haut grade)

### Pour les carcinomes
Ce système possède trois grades.

### Système de gradation Gleason
Le score de Gleason est utilisé pour le cancer de la prostate. Il est appelé ainsi d'après Donald Gleason, pathologiste américain. Il possède 5 grades.